# Wii U GamePad
Wii U GamePad（ウィー ユー ゲームパッド）は、任天堂が開発・販売した据え置き型家庭用ゲーム機 Wii U の標準ゲームコントローラーである。Wii U 本体と一緒に Wii U GamePad が同梱されている。
またバリエーションはホワイト(shiro)とブラック(kuro)が存在する。
型名は「WUP-010」。

## 概要
当初アメリカのゲームに関するイベント Electronic Entertainment Expo (E3)の中で発表された。当初はアナログコントローラーをスライドパッドとする予定だったが、スティック式(押し込みあり)のアナログコントローラーが採用された。さらにSELECT,STARTボタンの配置も変更された。
また Wii U の Miiverse のソーシャルネットワーク上の機能によって 当時の社長を務めた岩田聡は Wii U GamePad の画面上の表示を「ソーシャルウィンドウ」と例え ゲームをプレイしていなくても接続を維持することが可能になった。
さらに任天堂はイベントの記者会見で「非対称ゲーム」と呼ばれるユーザーが別角度からの視聴が目的であることが明らかになった。
同時に任天堂は1台に付き同時に2台の Wii U GamePad の接続を可能にすると発表したが理由により全てのソフトウェアで使用されることはなく、1台の Wii U 本体に付き1台の Wii U GamePad のみがサポートされている。
Wii U GamePad には 6.2インチのディスプレイを搭載し両手で持つ構造となっている。ディスプレイにはテレビ画面上の映像や Wii U GamePad のみでの映像が表示される。ソフトウェアによってはテレビ画面を必要とせず Wii U GamePad のみで使用することが可能。任天堂はこの機能を「Off-TV Play」と呼ばれている。
また本体とは無線通信で行うため、接続ケーブルを必要としない。
Wii U GamePad とは別のゲームコントローラーとして Wii U PROコントローラー が存在する。

## 開発と販売

Electronic Entertainment Expo 2011で発表された Wii U GamePad の第2のプロトタイプ(図)

当初 Wii U GamePad の1回目のプロトタイプでは、ディスプレイの左右に取り付けられている 2つのWiiリモコン と Wiiリモコン に接続されているアナログコントローラーが当初のプロトタイプだった。同時に会社の工作室で複数台の試作品を3Dプリンターで作成しやすりがけを行っていた。
Electronic Entertainment Expo (E3) 2011での2回目のプロトタイプではアナログコントローラーをスライドパッドとし、START,SERECTボタンをHOMEボタンの左右に配置し入力操作系のボタンとタッチスクリーンを一体化させる形となった。
翌年の2012年での3回目の最終形のプロトタイプではスティック式のアナログコントローラーを採用しSTART,SERECTボタンやマイクの配置が変更されやや大型化されている。さらにTVコントロールボタンが追加されている。
任天堂は2012年に Wii U 本体と Wii U GamePad を同梱する形で発売をした。
その後 Wii U の世界売上台数は1,356万台に留まった。
理由として Wii U のソフトウェアの種類や数の少なさなどが挙げられた。
後継機種の Nintendo Switch では屋外への持ち運びを可能にし、 Nintendo Switch の標準コントローラーである「Joy-Con(ジョイコン)」を取り外し可能にするなど Wii U にはなかった機能を補間する形で発売をした。

### 画像

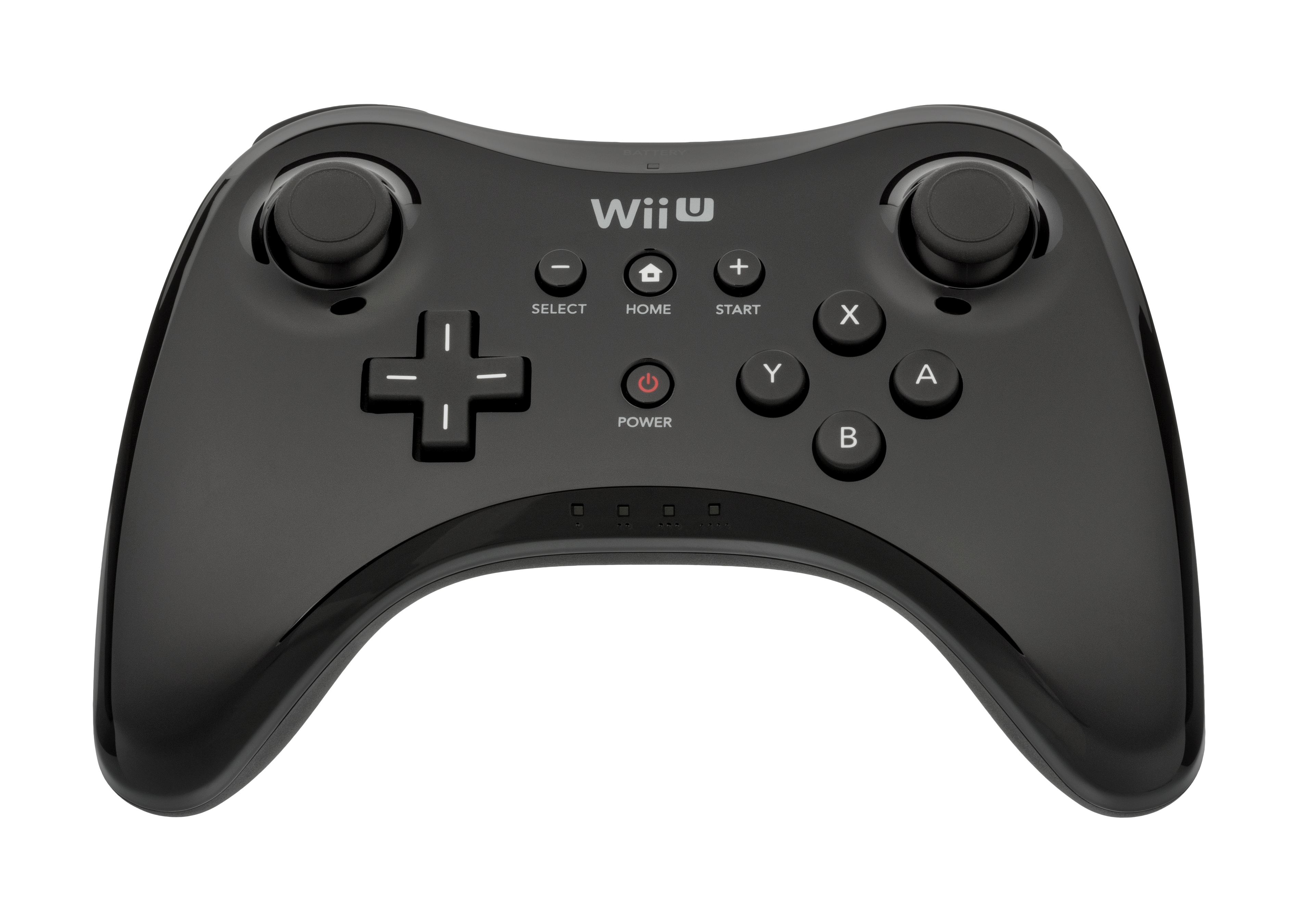
フロント(上)
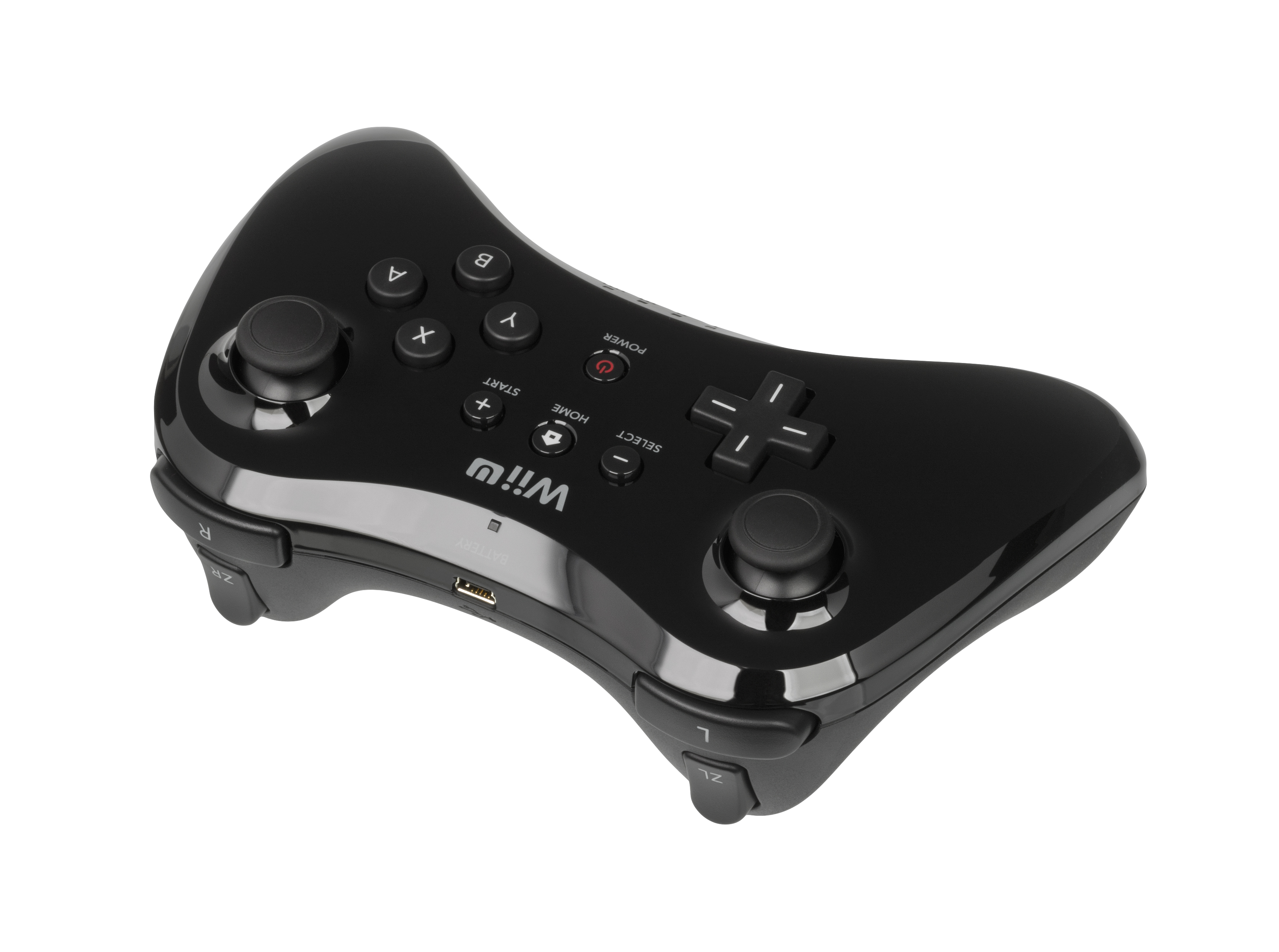
フロント(前)
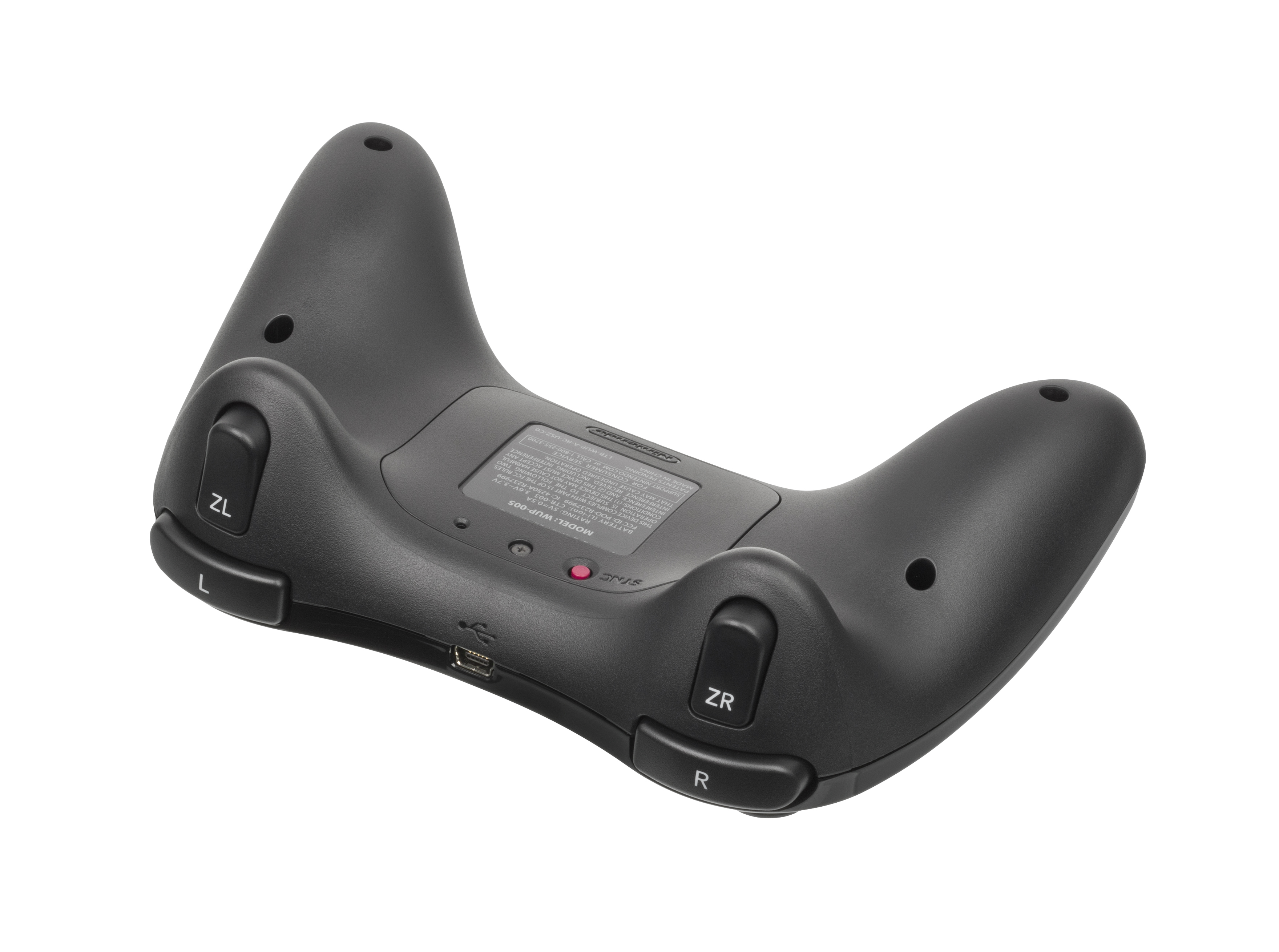
背面(前)
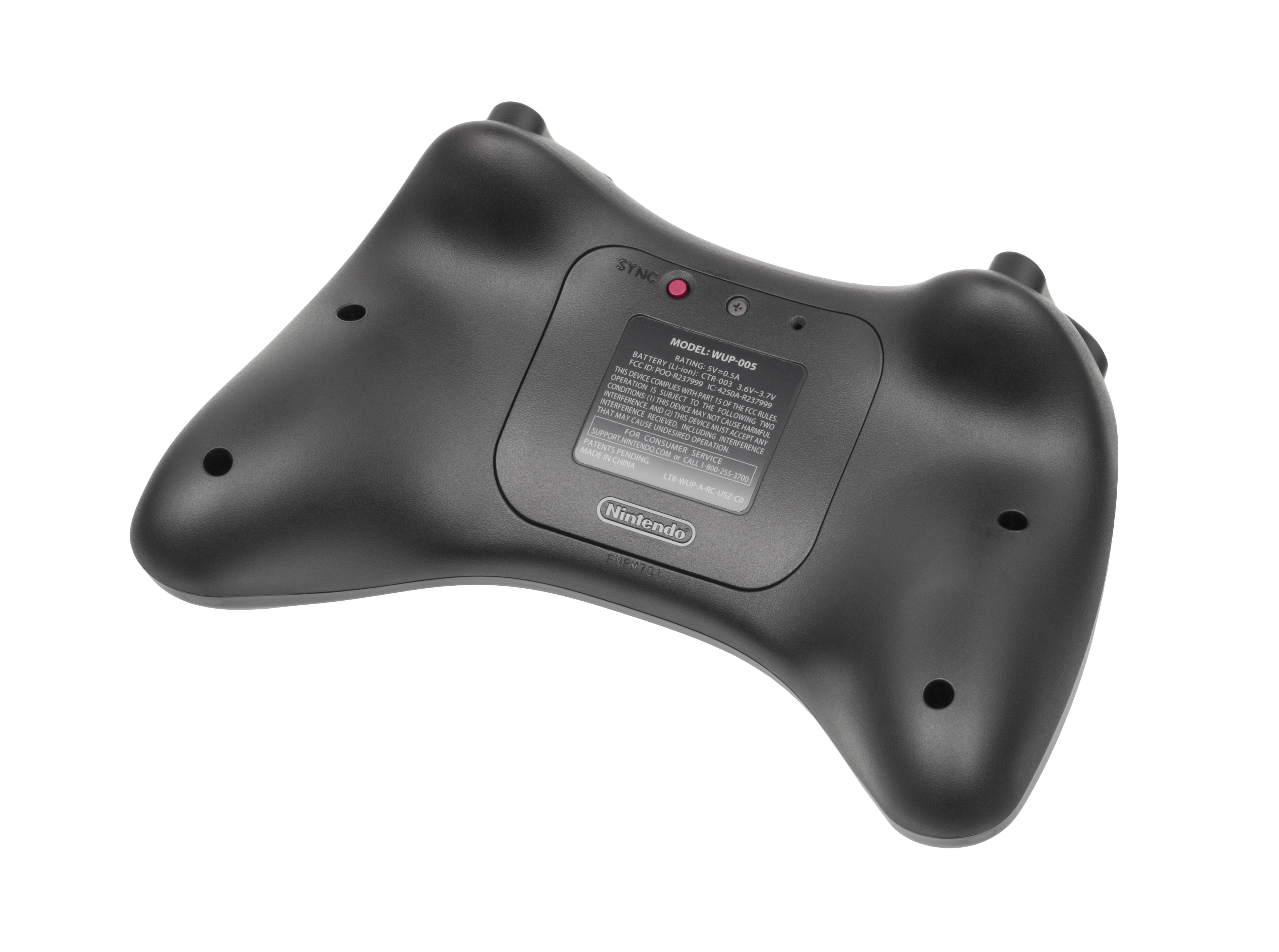
背面(後ろ)
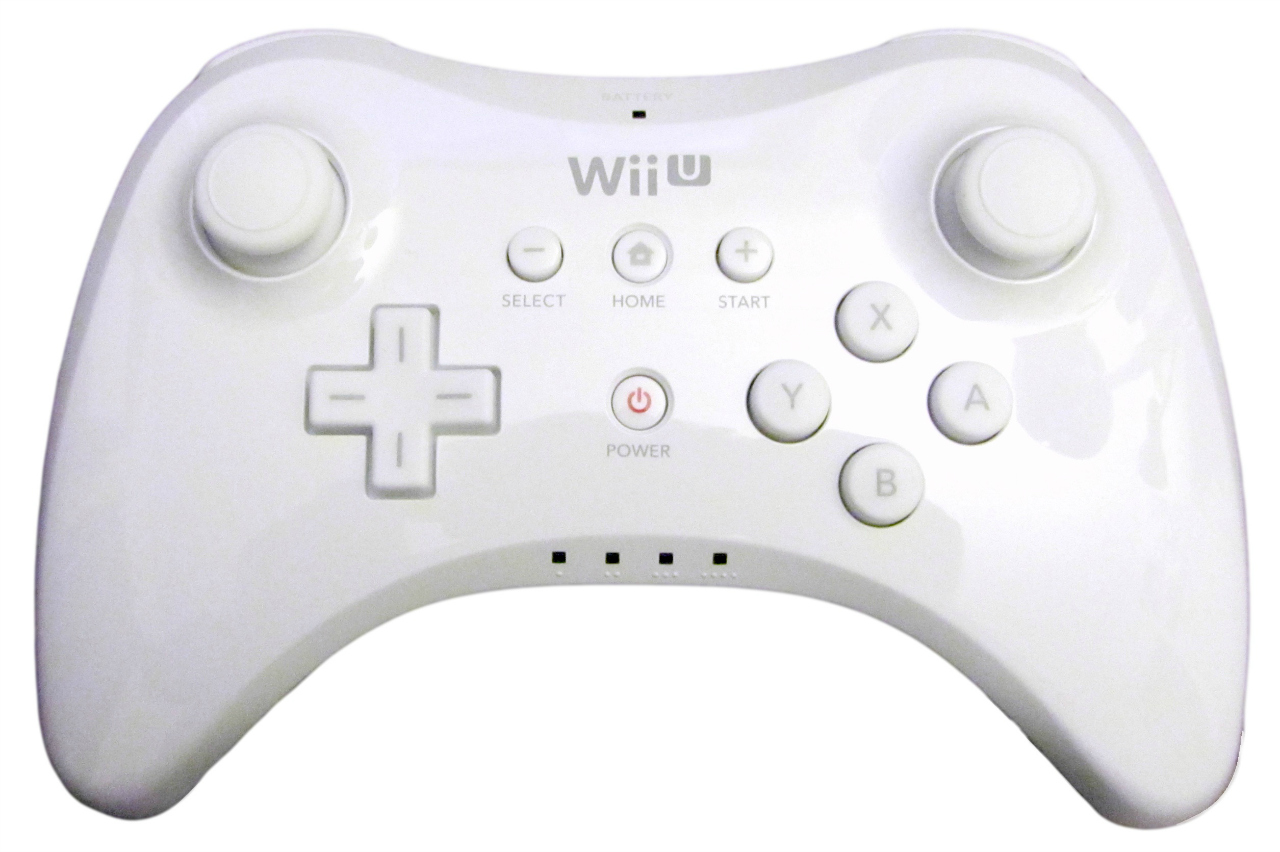
ホワイト(shiro)

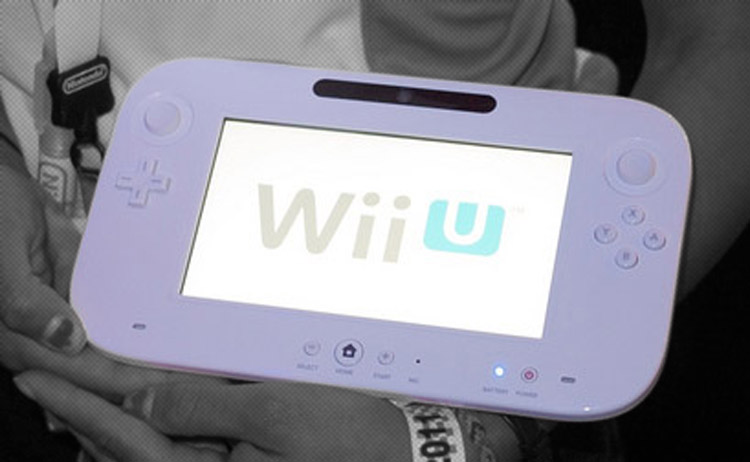
実物(第2のプロトタイプ)
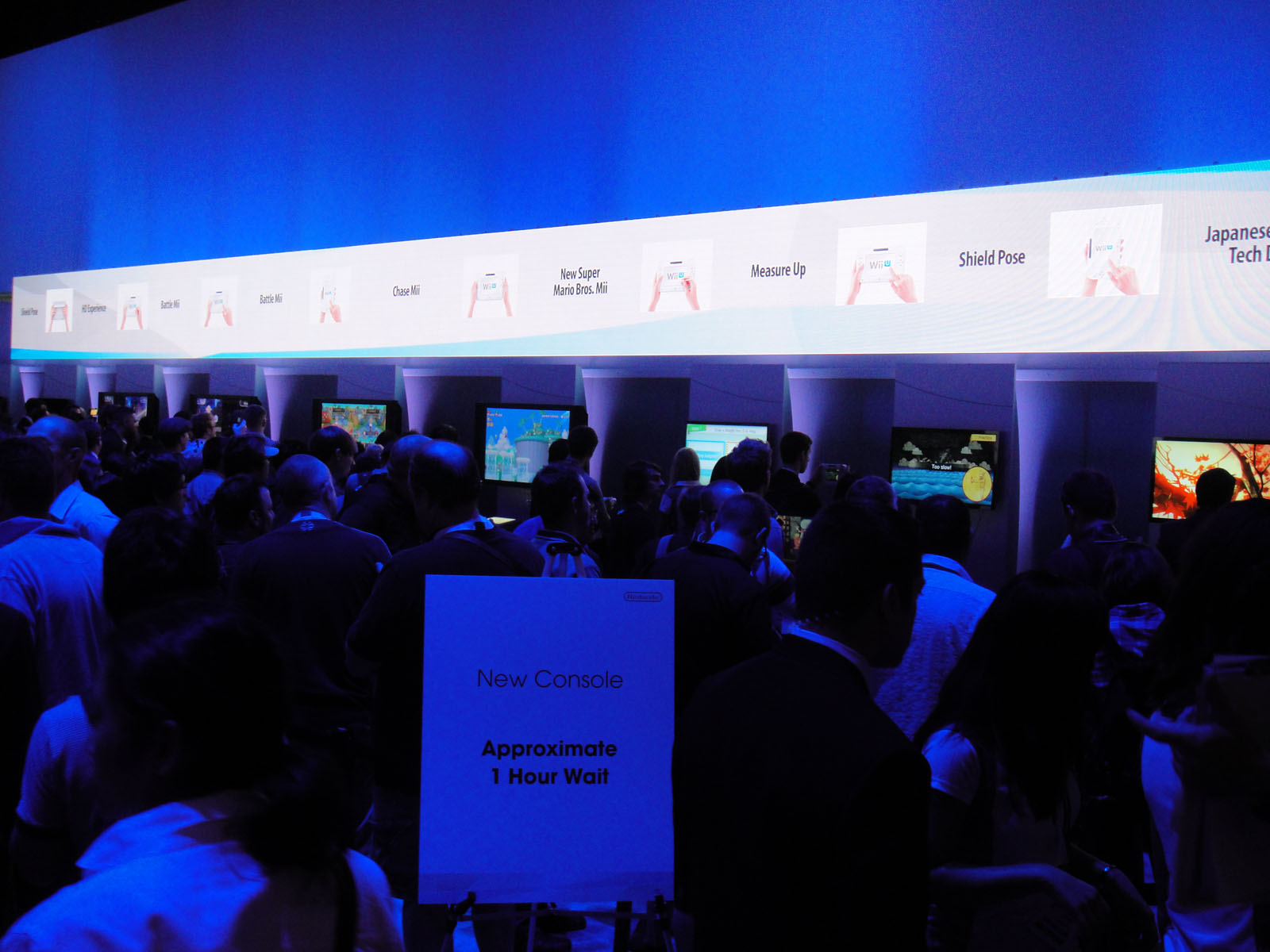
Electronic Entertainment Expo 2011 の任天堂ブース
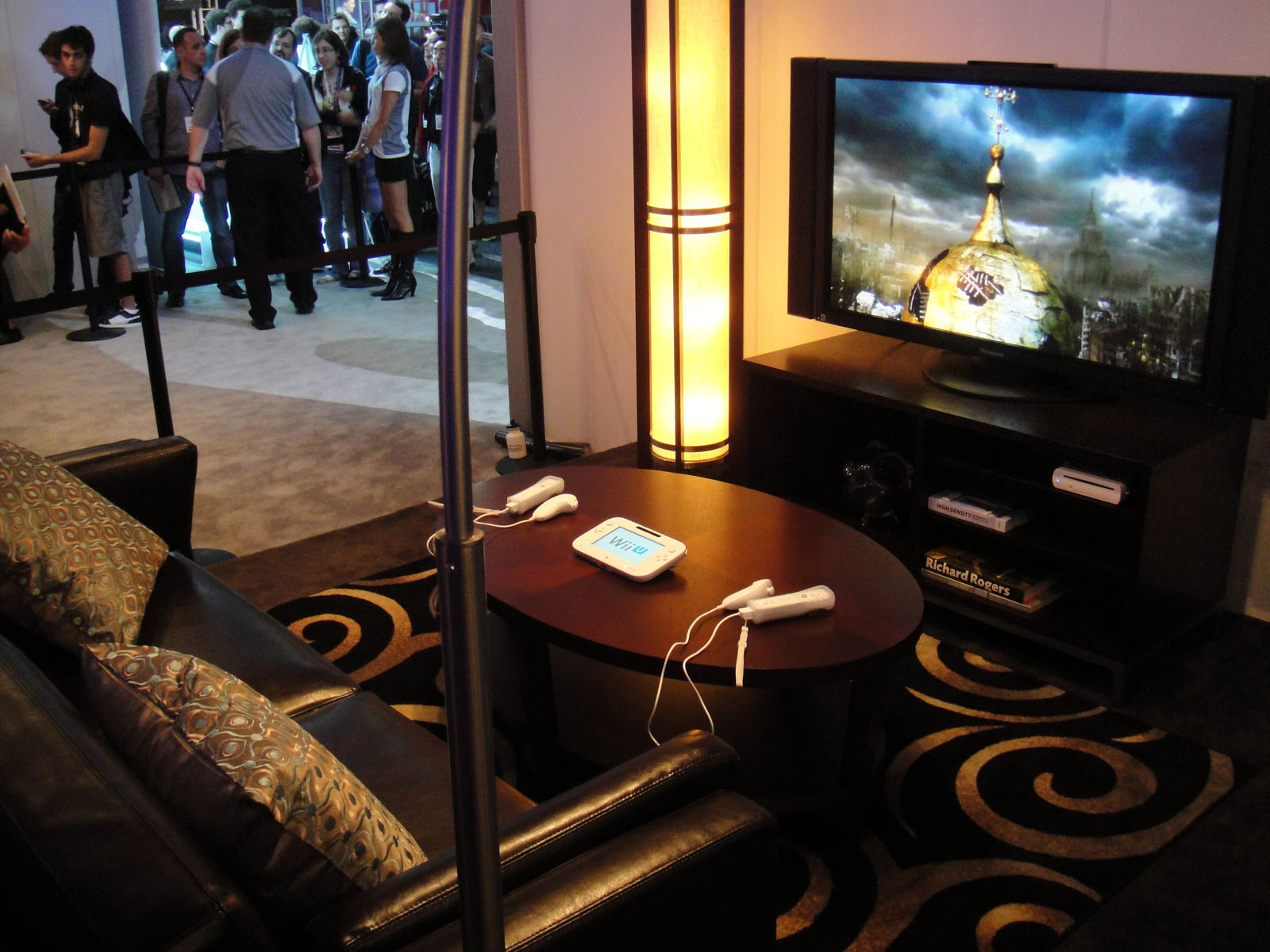
Electronic Entertainment Expo 2011の任天堂ブースにある「日本式のリビング」を想定したルーム[11][12]。
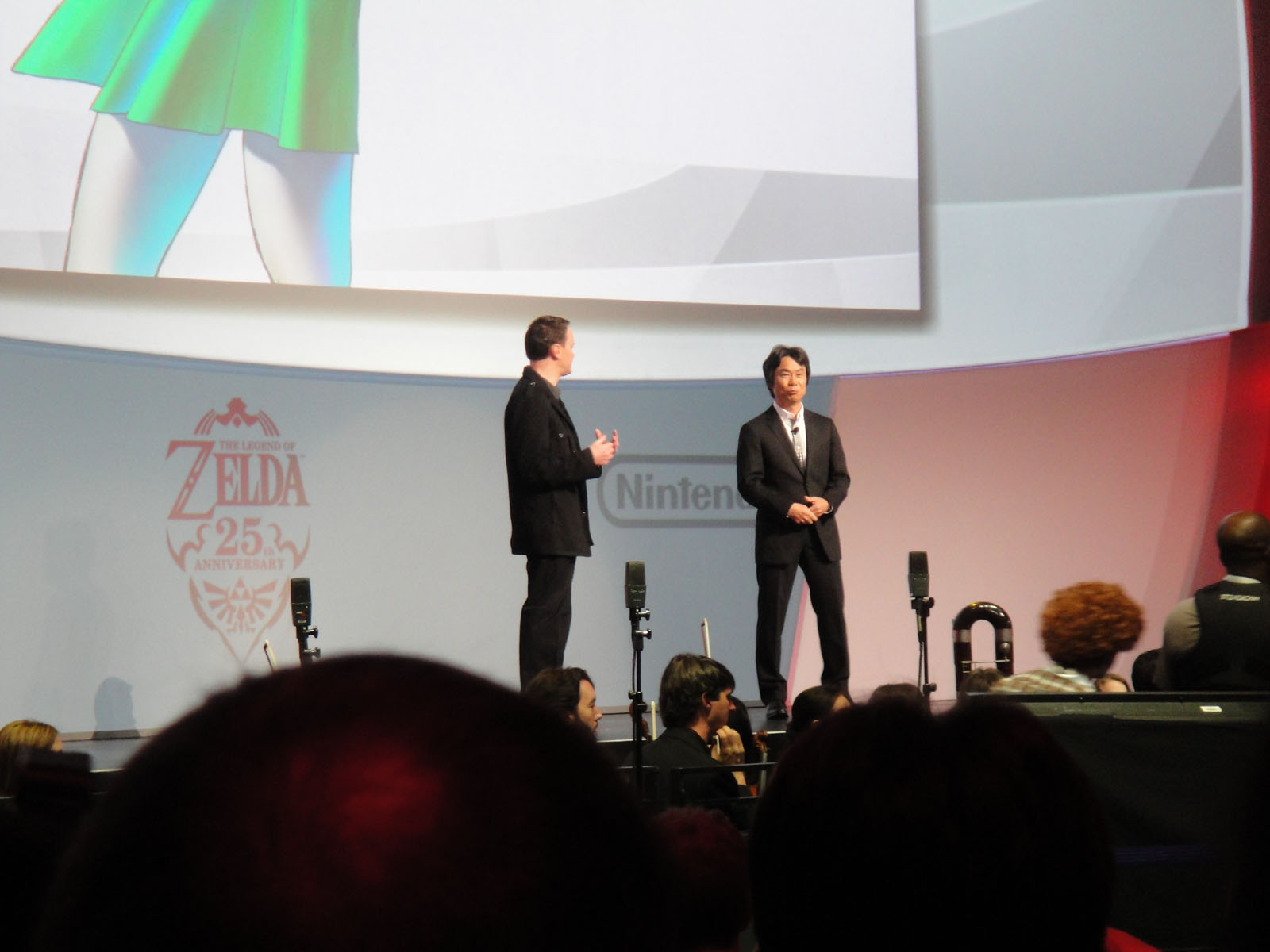
Electronic Entertainment Expo 2011で「ゼルダの伝説」についての情報を話しているプレゼンテーション。

### 沿革
- 開発当初

第1回目の Wii U GamePad のプロトタイプが存在。
- 2011年

2011年6月7日に任天堂は Electronic Entertainment Expo 2011 で Wii の後継機である Wii U を発表した。
また第2回目の Wii U GamePad のプロトタイプを発表。
- 2012年

第3回目の最終形の Wii U GamePad のプロトタイプを Electronic Entertainment Expo 2012 で発表。
2012年12月8日に Wii U を発売。
(以下省略)
- 2017年

任天堂は2017年1月31日に Wii U の生産を終了した。
任天堂は2017年3月3日に「Nintendo Switch」をJoy-Con(L,R)と同梱する形で発売した。Joy-Conのバリエーションは複数存在し、取り外すことが可能。また屋外へと持ち運べることが可能。

## ハードウェア

### 使用方法
テレビ画面と Wii U GamePad の画面を見ながら使用することが可能であり、ソフトウェアによっては Wii U GamePad のみで使用することが可能である。任天堂はこの機能を「Off-TV Play」と呼ばれている。
さらに人間工学に基づいたグリップなどによって Wii U GamePad が持ちやすくなっている。
タッチパネルにはテレビ画面に表示されている映像やゲーム中はプレイヤーに関する情報などが表示される。
また Wii U GamePad が接続されている Wii U 本体 でプログラム処理や映像出力、信号入力を行うため、屋外または Wii U 本体の電波の範囲外の場所など Wii U GamePad のみを使用することはできない仕様となっている。

#### クイックスタート画面
Wii U GemePad での Wii U の起動時に「クイックスタート画面」と呼ばれる直近に起動したソフトウェアやインストールが完了したソフトウェアが表示されすぐにソフトウェアを起動することが可能。
さらに Wii U の電源がオフになっている場合に Wii U GamePad にお知らせが届き、自動的にタッチスクリーンやホームボタンのイルミネーションランプなどで通知される仕組みとなっている。この機能はバージョン5.5.0で実装された。

#### Wii Uメニューとわらわら広場
Wii Uメニュー でXボタンを押すことでソフトウェア選択画面とわらわら広場(英語：Wara Wara Plaza)をテレビ画面と Wii U GamePad のタッチスクリーンで切り替えることが可能となる。

#### Wiiメニュー
この内容については Wii U GamePad のみでの使用方法について説明する。
Wiiメニューを使用するには Wiiリモコン または Wiiリモコンプラス とセンサーバーや場合によっては Wiiクラシックコントローラー が必要となる場合がある。
Wii U GamePad には Wiiリモコン の位置を認識するセンサー(センサーバー)が内蔵されており、Wii U GemePad のみでの使用が可能となっている。
このモジュールはバージョン4.4.0で実装された。 
Wiiメニュー を使用している場合は Wii U GamePad の全ての入力系操作やタッチスクリーンでの操作が無効となっている。さらに Wiiモード 中は Wii U 本体の電源のオフが無効になっている仕様である。 
Wii U GamePad の電源ボタンを2回押すと Wii U GamePad のみの電源がオフになる。
また Wii U の起動中にBボタンを長押しすることによって直接 Wiiメニュー へと移動することが可能。

#### TVコントロールボタン
Wii U GamePad がテレビリモコンとして機能する。
対応するメーカーのテレビを Wii U の本体設定で設定する必要がある。

#### 近距離無線通信
Wii U GamePad の左下にある近距離無線通信(NFC)によって交通系ICカードによる金額追加や amibo に内蔵されているNFCタグによるソフトウェアとの連動が可能である。 

### その他
Wii U 内蔵の特定のソフトウェアや機能では Wii U GamePad が必須な場合がある。
- 本体設定
- Miiスタジオ
- ユーザーの選択
- ニンテンドーネットワークIDの新規登録

など

### 技術

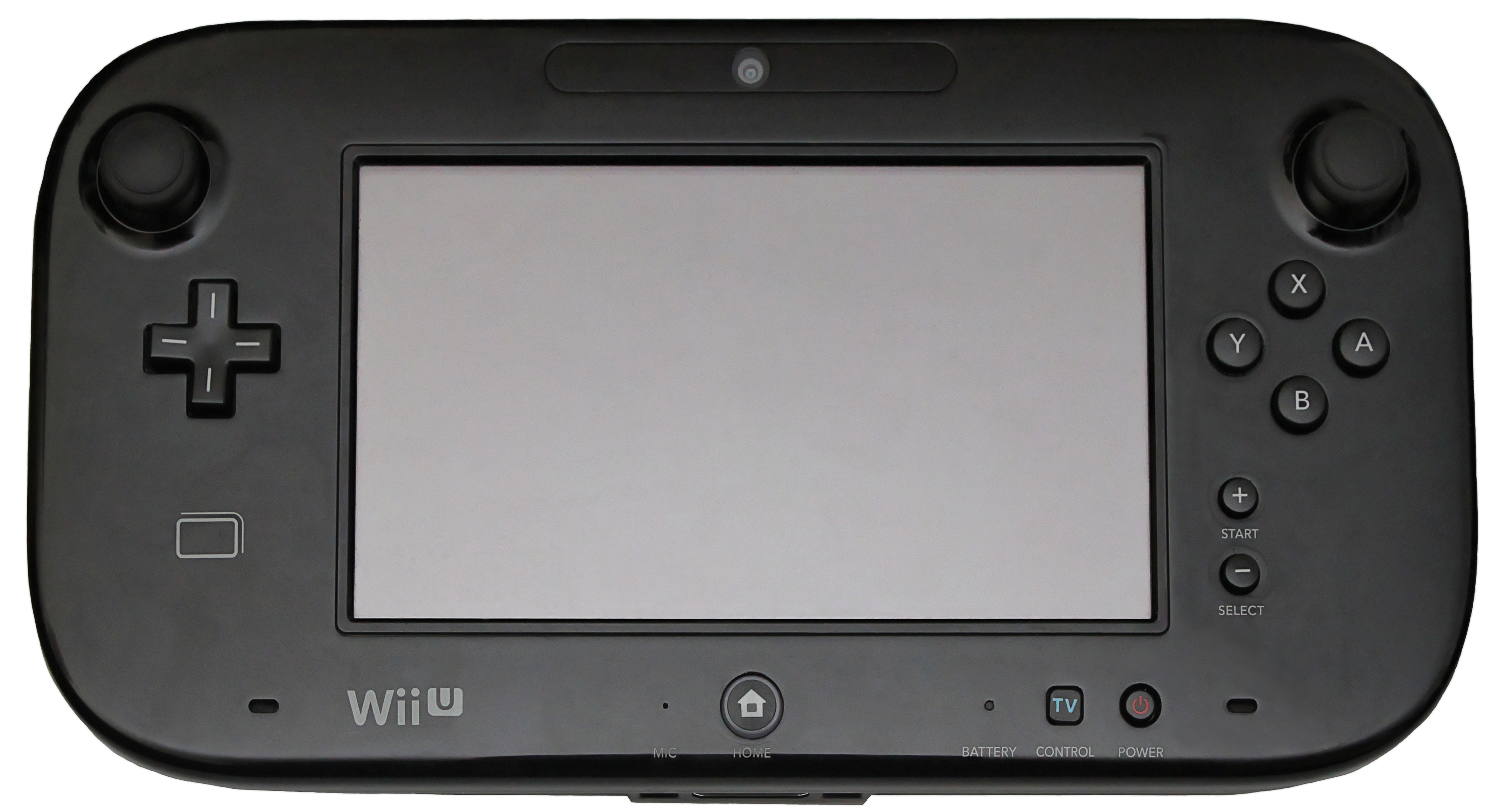
ブラック(kuro)

#### 基本
Wii U GamePadのタッチスクリーンは抵抗膜方式の6.2インチのタッチスクリーンを採用し、指や付属のタッチペン(スタイラスペン)などで操作が可能となる。さらにタッチスクリーンの左右にA,B,X,Yボタン,十字ボタンがある。  Wii U Gamepad の上部には スティック方式のアナログコントローラー,Wii リモコン用センサー,インカメラ,L,Rボタンがある。背面には赤外線通信(受信)やZL,ZRボタンがトリガー式に配置。アナログコントローラーは押し込むことでボタンとして使用することが可能。また下部にはスピーカー,マイク,TVコントロールボタン,電源ボタン,近距離無線通信(NFC),充電用コネクター,外部拡張コネクターがある。外部拡張コネクターについてはコントローラーの周辺アクセサリーを接続するコネクター。USB変換ケーブルを使用する場合もある。また外部拡張コネクターに対する周辺機器が任天堂で販売されることはなかった。
Wii U 内部の機能として加速度計,モーションセンサー,ジャイロセンサー,振動として複数のモーターが搭載。

#### 型名
WUP-010 (Wii U GamePad)

#### 質量
約500グラム(Wii U GamePad)(バッテリー、タッチペンを含む)

#### 寸法
縦133.4mm×横255.4mm×厚さ41mm(突起物を含まない)

#### 価格
出典：
14,080円(税込み)(Wii U GamePadのみ)
任天堂パーツ販売を参照。

#### 部品名称
出典：
IC(集積回路)の項目については一般的なもののみ明記する。
| 部品名                                | 説明 | 仕様 | カテゴリー                     | 型名              |
| ------------------------------------- | --- | --- | ------------------------------ | ----------------- |
| 加速度計                              | 詳細は「加速度計」を参照。 | ・企業 STマイクロエレクトロニクス社 ・軸 3軸 | センサー                       |                   |
| 地磁気センサー                        | 詳細は「磁気センサー」を参照。 | ・企業 PNI(PNI Sensor Corporation)社 ・軸 3軸 | センサー                       |                   |
| ジャイロセンサー                      | 詳細は「ジャイロスコープ」を参照。 | ・企業 InvenSense(インベンセンス)社 ・軸 3軸 | センサー                       | ITG-3280          |
| 振動用 小型 モーター                  | ゲームのプレイ中に Wii U GamePad に振動を与えるモジュール。 ゲームコントローラー設定でオン・オフの切り替えが可能。 | | モーター                       |                   |
| Bluetooth 4.0                         | 詳細は「Bluetooth」を参照。 | ・IC Broadcom BCM20702 | 通信                           |                   |
| 無線通信 (Wii U 本体接続用)           | Wii U 本体へと接続するモジュール。 1台のみ接続が可能である。 映像と音声を Wii U 本体に低遅延での伝送が可能な5Hz帯の Wi-Fi の技術が使用されている。 また Wi-Fi のインターネットの場合は2.4GHz帯の Wi-Fi が使用されている。 | ・通信規格 5.2GHz帯(Wii U 本体接続用) IEEE 802.11n(Wii U 本体接続用) ・通信距離 8m以内(Wii U 本体接続用) ・IC Broadcom BCM4319XKUBG ・別名 デュアル アンテナ ワイヤレス モジュール | 通信                           |                   |
| 近距離無線通信 ( NFC )                | Wii U GamePad の左下にある近距離無線通信(NFC)によって交通系ICカードによる金額追加や amibo に内蔵されているNFCタグによるソフトウェアとの連動が可能である。                                                                 | ・通信規格 13.56MHz帯(NFC) ISO/IEC 11443 Type A/B(NFC) JIS X 6319-4(NFC) ・通信距離 20mm以内(NFC) ・IC Broadcom BCM20792 KMLG T130 MsEU                                            | 通信                           |                   |
| 赤外線通信                            | 赤外線を使用して情報を送信,受信できるモジュール。 TVコントロールや Wii Fit U フィットメーター の通信機能などで使用する。                                                                                                  | | 通信                           |                   |
| 抵抗膜方式 タッチスクリーン           | 指や付属のタッチペン(スタイラスペン)などによってタッチ操作が可能なスクリーン（タッチパネル）。 | ・画素 約1677万色表示可能。 ・画面サイズ 6.2インチ FWVGA (横854×縦480) 16:9。 | タッチスクリーン(タッチパネル) |                   |
| Wii U GamePad 用 タッチペン           | Wii U GamePad 用のタッチスクリーン専用タッチペン(スタイラスペン)。 Wii U GamePad のタッチペンホルダーに格納することが可能。                                                                                               | ・サイズ 大 | タッチペン(スタイラスペン)     | WUP-015           |
| スピーカー (疑似 サラウンド 再生可能) | ステレオタイプのスピーカー モノラル、サラウンド(疑似)が再生可能。 本体設定で変更可能。 | ・タイプ ステレオ(疑似サラウンド再生可能) | オーディオ                     |                   |
| マイク                                | 小型のマイク(マイクロフォン)。 「音声」を使用するソフトウェアやビデオチャットで使用することが可能。 本体設定でマイクのテストを行うことが可能。                                                                            | | オーディオ                     |                   |
| カメラ (インカメラ)                   | カメラを使用するソフトウェアやQRコードの読み取りやビデオチャットでの使用が可能。 | ・レンズ 単焦点 ・撮像素子 CMOS ・画素 約30万画素 | カメラ                         |                   |
| 音量 スライダー                       | 音量を調整ができるスライダー。 | | オーディオ                     |                   |
| Wiiリモコン 用センサー                | Wii の「センサーバー」として機能するモジュール。 Wiiリモコン が必須となる。 このモジュールはバージョン4.4.0で実装された。                                                                                                 | | センサー                       |                   |
| リチウム バッテリー                   | Wii U Gamepad に内蔵されているリチウムバッテリー。 バッテリーの端子部分は有線接続となっている。 | ・対応バッテリーパック ①1500mAh(WUP-012) ②2500mAh(WUP-013) | バッテリー                     | ①WUP-012 ②WUP-013 |
| イルミネーションランプ                | Wii U Gamepad のHOMEボタンに内蔵されている青色に光るランプ。クイックスタート画面のお知らせで使用する。 | ・色 青 | ランプ                         |                   |
| バッテリーランプ                      | バッテリー残量や充電状況、使用状況をランプで通知する。 | ・色 起動時:青 充電必須:赤 充電中:オレンジ | ランプ                         |                   |
| HOMEボタン                            | ソフトウェアの使用を中断したり他のソフトウェアを使用することができる機能。 Wii U の機能やソフトウェアによってはHOMEボタンが使用できない(無効な)場合がある。                                                               | | ボタン                         |                   |
| TV コントロールボタン                 | テレビ画面のチャンネルを切り替えたり入力を切り替えることが可能。 日本では 地上波デジタル放送(地デジ)、BS、CS に入力を切り替えることが可能。                                                                               | | ボタン                         |                   |
| シンクロボタン(SYNC)                  | Wii U 本体と接続を行うためのボタン 接続を行うには4桁のいずれかのマークを入力する必要がある。 マークとしてスペード、ダイヤ、ハート、クラブが存在。 シンボルが使用されている。                                              | | ボタン                         |                   |
| SELECT,STARTボタン                    | ゲーム中に他の機能を呼び出したり、わらわら広場でズーム、ズームアウトする機能。 | | ボタン(入力操作)               |                   |
| A,B,X,Yボタン                         | | | ボタン(入力操作)               |                   |
| 十字ボタン ( 十字キー )               | 詳しくは「十字キー」を参照。 選択や方向移動を行うためのボタン。 | | ボタン(入力操作)               |                   |
| L,Rボタン                             | | | ボタン(入力操作)               |                   |
| ZL,ZRボタン                           | | | ボタン(入力操作)               |                   |
| L,Rスティック                         | スティック式のアナログコントローラー。 左右に存在。 押すことでボタンとして使用することが可能。 | | アナログコントローラー         |                   |
| 充電用コネクター                      | Wii U GamePad 専用の充電用ケーブルを使用して充電用コネクターに接続するためのものである。 また Wii U Gamepad 用の充電用スタンドが存在する。                                                                                | | コネクター(外部接続)           |                   |
| 外部拡張コネクター                    | 外部の機器と接続するためのコネクター。 現時点では任天堂が外部拡張コネクターに対する機器が発売されることはなかった。 一部のユーザーはUSB変換ケーブルを使用したり、別のコントローラーを接続するのに使用されている。         | | コネクター(外部接続)           |                   |
| ヘッドホン接続端子                    | 有線接続式のヘッドホン(ヘッドセット)を Wii U GamePad に接続するコネクター。 | | コネクター(外部接続)           |                   |
| リアバー                              | Wii U GamePad の背面にある突起部。 リアグリップの上に来るようになっている。 | | グリップ                       |                   |
| リアグリップ                          | Wii U GamePad の背面にあるグリップ。 両手で持つことが可能。 | | グリップ                       |                   |

### バリエーション

ホワイト(shiro)
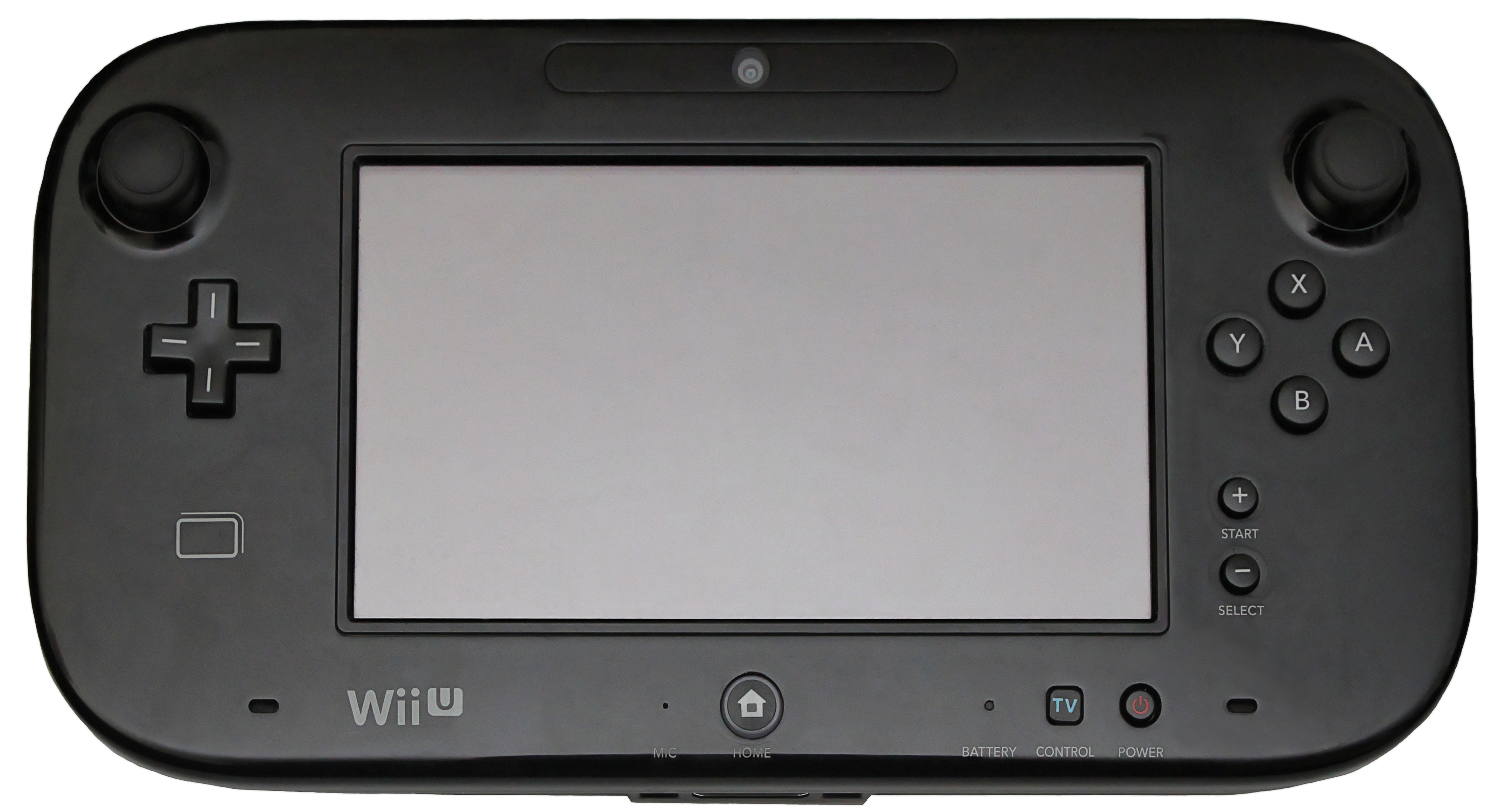
ブラック(kuro)

### Wii U GamePad 内の機能

#### Off-TV Play
Off-TV Play（オフ-ティーブイ プレイ）とはテレビ画面を使用せず Wii U GamePad のみで操作すること。
任天堂の Wii U の機能の一つである。

## Wii U PROコントローラー
Wii U PROコントローラー(ウィー ユー プロ コントローラー)とは任天堂が開発、販売した Wii U のゲームコントローラーである。
このコントローラーにはタッチスクリーンが搭載されておらずテレビ画面のみでのプレイを可能としている。
またバリエーションはホワイト(shiro)とブラック(kuro)が存在する。
一部のユーザーは「プロコン」と略称して呼ばれている。

### 概要
コントローラーは無線通信で行い、テレビ画面を使用せずに Wii U PROコントローラー を使用することはできない仕様となっている。
機能そのものはWii U GamePadとほとんど変わらずスティック式のアナログコントローラーや振動機能が搭載されている一方、近距離無線通信（NFC）や各種センサーは搭載されていない。

### 技術

#### 型名
WUP-005(Wii U PROコントローラー)

#### 質量
約203グラム(Wii U PROコントローラー)(バッテリーを含む)

#### 寸法
横161mm×縦104.4mm×厚さ48.1mm(突起物を含まない)

#### 価格
出典：
4,800円(税抜き)(Wii U PROコントローラーのみ)
周辺機器|Wii U|任天堂を参照。

#### 部品名称
出典：
| 部品名                  | 説明 | 仕様                                    | カテゴリー             | 型名    |
| ----------------------- | --- | --------------------------------------- | ---------------------- | ------- |
| 振動用 小型 モーター    | ゲームのプレイ中に Wii U GamePad に振動を与えるモジュール。 ゲームコントローラー設定でオン・オフの切り替えが可能。                                          |                                         | モーター               |         |
| Bluetooth 2.0           | 詳細は「Bluetooth」を参照。 | ・通信規格 2.4GHz帯(Wii U 本体接続用)   | 通信                   |         |
| HOMEボタン              | ソフトウェアの使用を中断したり他のソフトウェアを使用することができる機能。 Wii U の機能やソフトウェアによってはHOMEボタンが使用できない(無効な)場合がある。 |                                         | ボタン                 |         |
| リチウム バッテリー     | Wii U PROコントローラー に内蔵されているリチウムバッテリー。 バッテリーは第1世代の ニンテンドー3DS のバッテリーを使用している。                             | ・対応バッテリーパック 2000mAh(CTR-003) | バッテリー             | CTR-003 |
| バッテリーランプ        | バッテリー残量や充電状況をランプで通知する。 | ・色 充電必須:赤 充電中:オレンジ        | ランプ                 |         |
| SELECT,STARTボタン      | ゲーム中に他の機能を呼び出したり、わらわら広場でズーム、ズームアウトする機能。                                                                              |                                         | ボタン(入力操作)       |         |
| A,B,X,Yボタン           | |                                         | ボタン(入力操作)       |         |
| 十字ボタン ( 十字キー ) | 詳しくは「十字キー」を参照。 選択や方向移動を行うためのボタン。                                                                                             |                                         | ボタン(入力操作)       |         |
| L,Rボタン               | |                                         | ボタン(入力操作)       |         |
| ZL,ZRボタン             | |                                         | ボタン(入力操作)       |         |
| L,Rスティック           | スティック式のアナログコントローラー。 左右に存在。 押すことでボタンとして使用することが可能。                                                              |                                         | アナログコントローラー |         |
| 充電用コネクター        | Wii U PROコントローラ 専用の充電用ケーブルを使用して充電用コネクターに接続するためのものである。                                                            |                                         | コネクター(外部接続)   |         |

### バリエーション

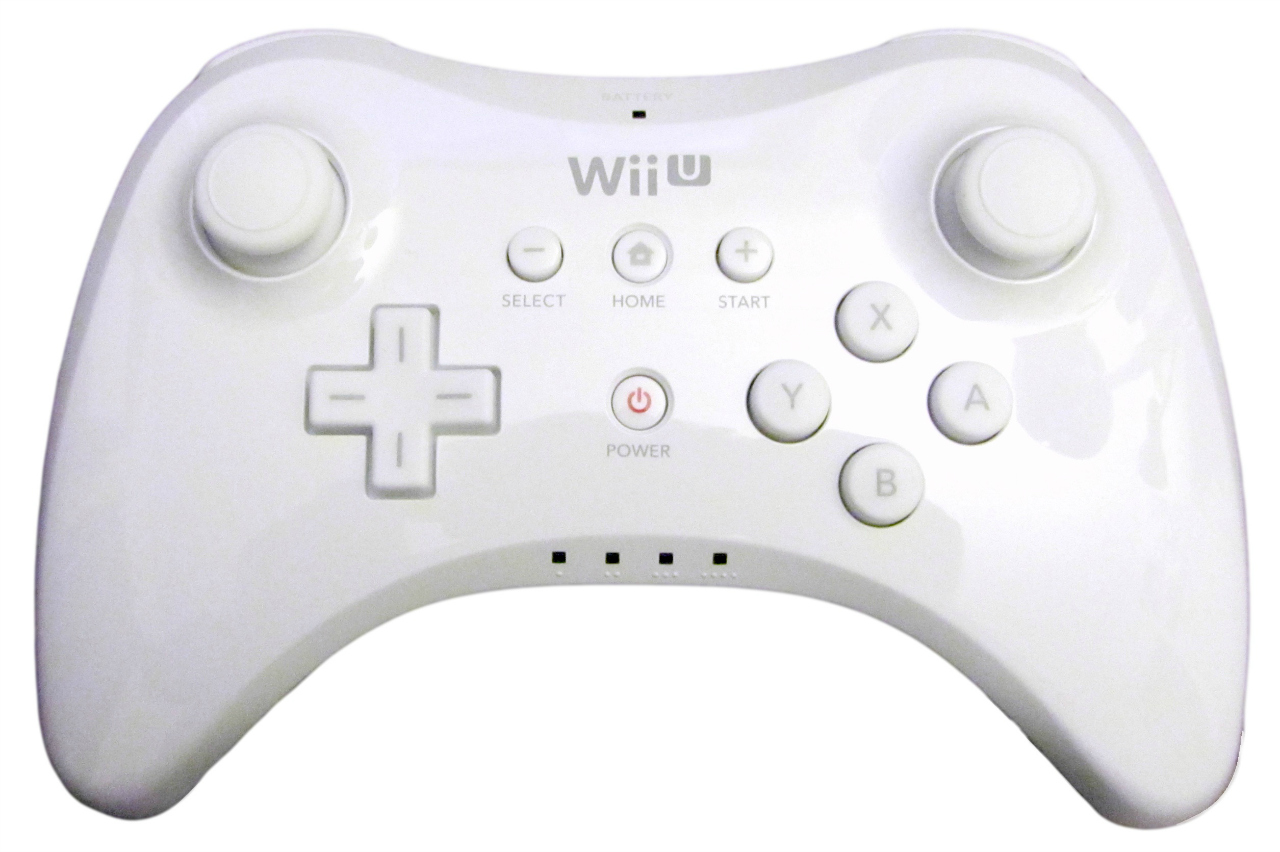
ホワイト(shiro)
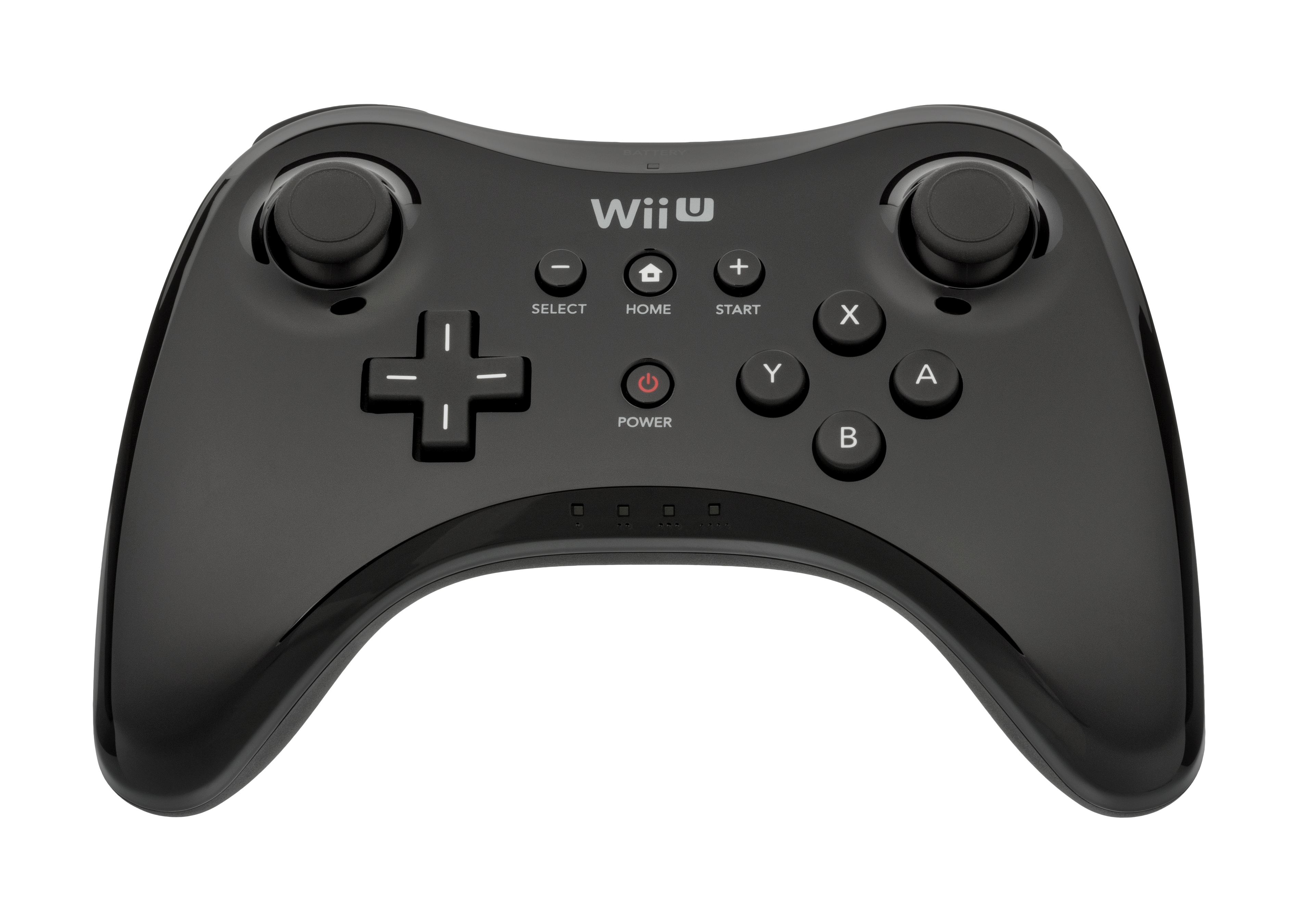
ブラック(kuro)

合計2色の Wii U PROコントローラー が存在する。

#### 画像
- フロント(上)
- フロント(前)
- 背面(前)
- 背面(後ろ)
- ホワイト(shiro)

## JOYSOUND FESTA
JOYSOUND FESTA（ジョイサウンド フェスタ）とは  JOYSOUND が開発した業務用カラオケである。
Wii U 内蔵ソフトウェアの Nintendo×JOYSOUND Wii カラオケU をベースとし、付属の Wii U GamePad を使用することによって選曲などが可能である。
その後 JOYSOUND は JOYSOUND FESTA2 (ジョイサウンド フェスタ ツー)を発売した。

### 概要
JOYSOUND FESTA は Wii U 本体内蔵の   Nintendo×JOYSOUND Wii カラオケU  を使用しており高い操作性、や音声、映像を実現している。Wii U GamePad での操作は家庭用の    Nintendo×JOYSOUND Wii カラオケU とほぼ変わらず、Wii U GamePad や Wii リモコン での楽曲の早送り、巻き戻し、演奏中止などが可能である。
JOYSOUND FESTAはネットワークに接続されていなくても予め楽曲をダウンロードと保存をしたりHDD内の楽曲データから再生することが可能。
また JOYSOUND FESTA は収納性、機動性(移動性)に優れており、本体(コマンダ)をキャスター付きの専用ラックに搭載することで移動が可能となっている。
任天堂は2023年6月30日に家庭用版の  Nintendo×JOYSOUND Wii カラオケU をサービスを終了する予定。

### 技術

#### 型名
JS-FWP(JOYSOUND FESTAコマンダ)

#### 質量
約14.5kg(JOYSOUND FESTAコマンダ)(電源コードを含む）

#### 寸法
420(幅)×274(高さ)×380mm(奥行き)(JOYSOUND FESTAコマンダ)（突起物を含まない）

#### 価格
出典：
1,280,000円(JOYSOUND FESTAコマンダ)
|JOYSOUND FESTA|業務用カラオケ機器(導入・レンタル)|JOUSOUND.Bizを参照。

#### 電源・電圧
AC100V
50/60Hz

#### 部品名称
出典：
| 名称                         | 仕様                                                            | 型名    |
| ---------------------------- | --------------------------------------------------------------- | ------- |
| JOYSOUND FESTA(コマンダ）    | 本体                                                            | JS-FWP  |
| JOYSOUND FESTA専用ラック     | ラック                                                          | JC-FW1  |
| モニター(ラックに搭載)       | ・画面サイズ 18.5インチワイド液晶 ・その他 モニター用回転アーム |         |
| 電源コード                   |                                                                 |         |
| 液晶保護シート               |                                                                 |         |
| タッチペン                   |                                                                 |         |
| Wii U GamePad                | ・バリエーション ホワイト(shiro)                                | WUP-010 |
| Wiiリモコン                  |                                                                 | RVL-003 |
| ハードディスクドライブ (HDD) | ・容量 2TB                                                      |         |
| アンプ                       | ・最大出力 150W(8Ωスピーカ接続時）                              |         |

## その他

### レイテンシー
通常は無線通信でやり取りをする際にレイテンシー(遅延)が発生する場合がある。
しかし Wii U ではレイテンシーを極力少なく動作するようになっている。
またテレビ画面とタッチスクリーン間の表示遅延時間は1/60秒となっている。

### Wii U における非対称ゲーム
非対称ゲームとは非対称な複数人のユーザーがゲームをプレイすることを指す。
例としてマルチプレイなどが挙げられる。
またソフトウェアは Wii Party U などがある。

### ソーシャルウィンドウ
ソーシャルウィンドウとは Miiverse のソーシャルネットワーク上の機能のことである。
任天堂はE3のプレゼンテーション映像で「ソーシャルウィンドウを通して世界中のリビングルームを繋げるマシン」と称している。
さらに「Wii Universe（ウィー ユニバース）」の考えも明らかになった。
Miiverse の語源は「 Mii Universe（ミー ユニバース）」の造語である。

## Wii U GamePad に関連する製品

### Wii U GamePad プレイスタンド
出典：
Wii U GamePad を立てかけるためのもの。
充電用スタンドとプレイスタンドが存在する。
セットでも販売されている。
型名
WUP-016(プレイスタンド)
WUP-014(充電用スタンド)
質量
約28g(プレイスタンド)
約80g(充電用スタンド)